# Carepalxis beelzebub
Carepalxis beelzebub là một loài nhện trong họ Araneidae.
Loài này thuộc chi Carepalxis. Carepalxis beelzebub được miêu tả năm 1873 bởi Hasselt.